# Rhomboptera semilunata
Rhomboptera semilunata är en insektsart som beskrevs av De Jong, C. 1939. Rhomboptera semilunata ingår i släktet Rhomboptera och familjen vårtbitare. Inga underarter finns listade i Catalogue of Life.